# 達爾峰

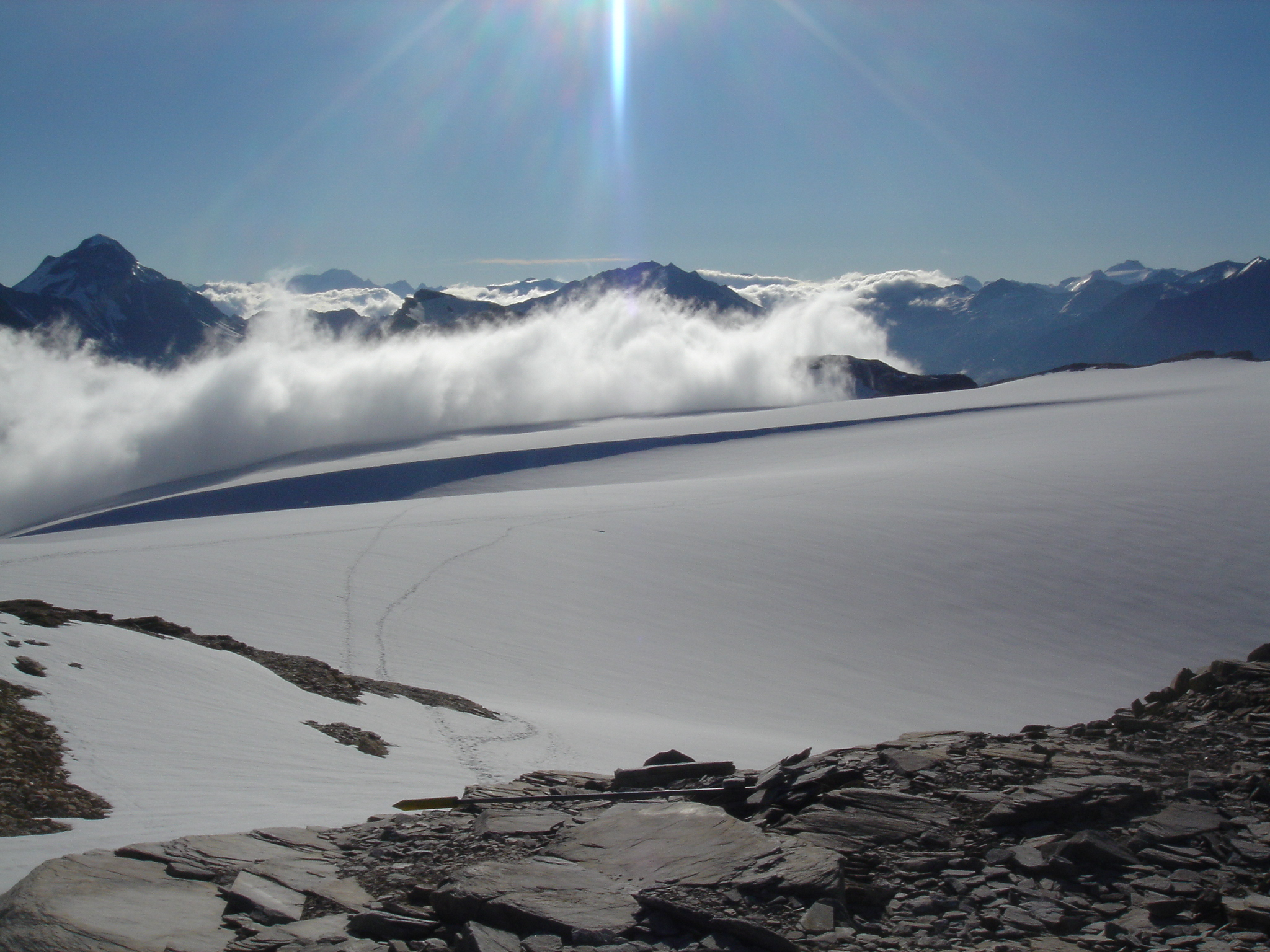

45°21′50″N 06°45′56″E / 45.36389°N 6.76556°E
達爾峰（法語：Pointe du Dard），是法國的山峰，位於該國東北部奧文尼-隆-阿爾卑斯大區，由薩瓦省負責管轄，屬於瓦努瓦斯山的一部分，海拔高度3,206米，每年平均降雨量1,479毫米。